# Anumanniola lasallei
Anumanniola lasallei är en stekelart som beskrevs av T.C. Narendran 2003. Anumanniola lasallei ingår i släktet Anumanniola och familjen finglanssteklar. Inga underarter finns listade i Catalogue of Life.